# Megaselia rufa
Megaselia rufa är en tvåvingeart som först beskrevs av Wood 1908.  Megaselia rufa ingår i släktet Megaselia och familjen puckelflugor. Arten är reproducerande i Sverige. Inga underarter finns listade i Catalogue of Life.